# Lijst van Might and Magic-spellen
Hieronder volgt een overzicht van alle computerspellen van de Might and Magic-serie. 

## Might and Magic
- Might and Magic: The Secret of the Inner Sanctum (1984)
- Might and Magic II: Gates to Another World (1988)
- Might and Magic III: Isles of Terra (1992)
- Might and Magic IV: Clouds of Xeen (1992)
- Might and Magic V: Darkside of Xeen (1993)
- Might and Magic VI: The Mandate of Heaven (1996)
- Might and Magic VII: For Blood and Honor (1999)
- Might and Magic VIII: Day of the Destroyer (2000)
- Might and Magic IX (2002)
- Might and Magic X: Legacy (2014)
  - The Falcon & The Unicorn (2014)

## Heroes of Might and Magic
- Heroes of Might and Magic I (1995)

- Heroes of Might and Magic II: The Succession Wars (1996)
  - The Price of Loyalty (1997)

- Heroes of Might and Magic III: The Restoration of Erathia (1999)
  - Armageddon's Blade (1999)
  - The Shadow of Death (2000)
  - Heroes Chronicles
    - Clash of the Dragons (2000)
    - Masters of the Elements (2000)
    - Conquest of the Underworld (2000)
    - Warlords of the Wastelands (2000)
    - The World Tree (2000)
    - The Fiery Moon (2000)
    - Revolt of the Beastmasters (2001)
    - The Sword of Frost (2001)

- Heroes of Might and Magic IV (2002)
  - The Gathering Storm (2002)
  - Winds of War (2003)

- Heroes of Might and Magic V (2006)
  - Hammers of Fate (2006)
  - Tribes of the East (2007)

- Might & Magic Heroes VI (2011)
  - Pirates of the Savage Sea (2012)
  - Danse Macabre (2012)
  - Shades of Darkness (2013)

- Might & Magic Heroes VII (2015)
  -  Trial by Fire  (2016)

## Spin-offs en gerelateerde titels
- Arcomage (1999)
- King's Bounty (1990)
- Crusaders of Might and Magic (2000)
- Warriors of Might and Magic (2000)
- Legends of Might and Magic (2001)
- Heroes of Might and Magic: Quest for the Dragon Bone Staff (2001)
- Dark Messiah of Might and Magic
- Heroes of Might and Magic Mini (2006)
- Might and Magic Mobile (2004)
- Heroes of Might and Magic Online (2008)
- Might & Magic: Duel of Champions (2012)

## Niet officiële en fan-titels

### M&M 4&5 Mods
- Swords of Xeen (1993)
- World of Xeen II (2001, Russisch)

### King's Bounty Mods
- King's Bounty - EJB Mod (????, ZX Spectrum, Russisch)[1]
- King's Bounty - Energo Mod (????, ZX Spectrum, Russisch)[2]
- King's Bounty - STRG Mod (????, ZX Spectrum, Russisch)[3]
- King's Bounty II - R.E.P. Mod (1996, ZX Spectrum, Russisch)[4]
- King's Bounty III - Magic Moon Mod (????, ZX Spectrum, Russisch)[5]
- King's Bounty III - Олег Парфёнов Mod (2001, ZX Spectrum, Russisch)[6]
- King's Bounty II (1993, DOS, Russisch)
- King's Bounty III - Богданов Вячеслав/Тюленев Николай Mod (????, Windows, Russisch)[7]

### HoMM 3-Mods
- Heroes of Might and Magic 3½: In the Wake of Gods (2001)
- The New Look on Heroes

### HoMM 4-Mods
- Equilibris (2004)[8]

### Arcomage Mods
- MultiArcomage (2004)[9]

### Overig
- Might and Magic Tribute: Book of Ceth (2003)[10]

## Kaartspellen
- Heroes IV (2005)
- Heroes IV: Storm Winds (?)[11]
- Heroes V (?)[12]

## Boeken
- Might and Magic #1: The Dreamwright (Geary Gravel, 1995)[13]
- Might and Magic #2: The Shadowsmith (Geary Gravel, 1996)[14]
- Might and Magic #3: The Worldcrafters (Geary Gravel, geanulleerd)[15]
- The Sea of Mist (Mel Odom, 2001)[16]